# Incilius tutelarius
Incilius tutelarius е вид земноводно от семейство Крастави жаби (Bufonidae). Видът е застрашен от изчезване.

## Разпространение
Разпространен е в Гватемала и Мексико.